# Sierra de Luna
Sierra de Luna – gmina w Hiszpanii, w prowincji Saragossa, w Aragonii, o powierzchni 43,39 km². W 2011 roku gmina liczyła 291 mieszkańców.